# República Checa en los Juegos Olímpicos de la Juventud 2018
República Checa compitió en los Juegos Olímpicos de la Juventud 2018 en Buenos Aires, Argentina, celebrados entre el 6 y el 18 de octubre de 2018. Su delegación estuvo conformada por 53 atletas y obtuvo tres medallas doradas, tres plateadas y cinco de bronce.

## Medallero
| Presea        | Medalla de oro | Medalla de plata | Medalla de bronce | Total |
| ------------- | -------------- | ---------------- | ----------------- | ----- |
| TOTAL OFICIAL | 3              | 3                | 5                 | 11    |

## Deportes

### Bádminton
La República Checa clasificó a un jugador en base al ranking mundial junior de bádminton.
- Individual femenino - Tereza Švábíková

### Baloncesto
La República Checa clasificó a un equipo femenino basado en el Ranking de la Federación Nacional Sub-18 3x3.
- Torneo femenino - 1 equipo de 4 atletas

### Voleibol playa
La República Checa clasificó a un equipo masculino por su desempeño en la final de la Copa Continental de la Juventud 2017-18.

- Torneo masculino - 1 equipo de 2 atletas

### Canotaje
La República Checa clasificó tres barcos según su desempeño en el evento de Clasificación Mundial 2018.
- C1 masculino - 1 bote
- K1 masculino - 1 bote
- K1 femenino - 1 bote

### Ciclismo
La República Checa clasificó a un equipo combinado de varones en función de su clasificación en el Ranking Juvenil de las Naciones de los Juegos Olímpicos Juveniles. También clasificaron a un equipo mixto de BMX de carreras y dos atletas en BMX estilo libre basado en su desempeño en el Campeonato Mundial de Ciclismo Urbano de 2018.
- Equipo combinado masculino - 1 equipo de 2 atletas
- BMX de carrera - 1 equipo de 2 atletas
- BMX estilo libre - 1 hombre y 1 mujer

### Gimnasia

#### Artística
La República Checa clasificó a un gimnasta por su desempeño en el Campeonato Europeo Juvenil de 2018.
- Individual masculino - 1 plaza

### Remo
La República Checa clasificó dos barcos en esta disciplina.

### Tiro deportivo
La República Checa clasificó a un tirador deportivo en función de su rendimiento en los Campeonatos de Europa de 2018.
- 10 m Pistola masculino - 1 plaza

### Levantamiento de pesas
| Atleta          | Evento          | Arrancada | Arrancada | Tirón     | Tirón  | Total | Puesto            |
| Atleta          | Evento          | Resultado | Puesto    | Resultado | Puesto | Total | Puesto            |
| --------------- | --------------- | --------- | --------- | --------- | ------ | ----- | ----------------- |
| František Polák | 56 kg masculino | 104       | 3         | 129       | 3      | 233   | Medalla de bronce |

### Natación
| Sexo | Atleta      | Evento          | Heat    | Heat | Final         | Final         |
| Sexo | Atleta      | Evento          | Tiempo  | Rank | Tiempo        | Rank          |
| ---- | ----------- | --------------- | ------- | ---- | ------------- | ------------- |
| M    | Adam Hloben | 400 m Freestyle | 3:59'11 | 25   | No pasa ronda | No pasa ronda |

## Competidores
| Deportes | Hombres | Mujeres | Total |
| -------- | ------- | ------- | ----- |
| Natación | 1       |         | 1     |
| Pesas    | 1       |         | 1     |
| Total    | 2       |         | 2     |